# Saint-Martin-lez-Tatinghem
Saint-Martin-lez-Tatinghem is een gemeente in het Franse departement Pas-de-Calais (regio Hauts-de-France) Saint-Martin-lez-Tatinghem telde op 1 januari 2022 5.863 inwoners. De plaats maakt deel uit van het arrondissement Sint-Omaars.

## Geschiedenis
Saint-Martin-lez-Tatinghem is een fusiegemeente (commune nouvelle) die op 1 januari 2016 ontstaan is uit de voormalige gemeenten Saint-Martin-au-Laërt en Tatinghem. De opgeheven gemeenten kregen aanvankelijk de status van commune déléguée maar per besluit van de gemeenteraad van 19 juni 2020 kwam deze status te vervallen.

## Geografie
De oppervlakte van Saint-Martin-lez-Tatinghem bedroeg op 1 januari 2022 10,54 vierkante kilometer; de bevolkingsdichtheid was toen 556,3 inwoners per km².

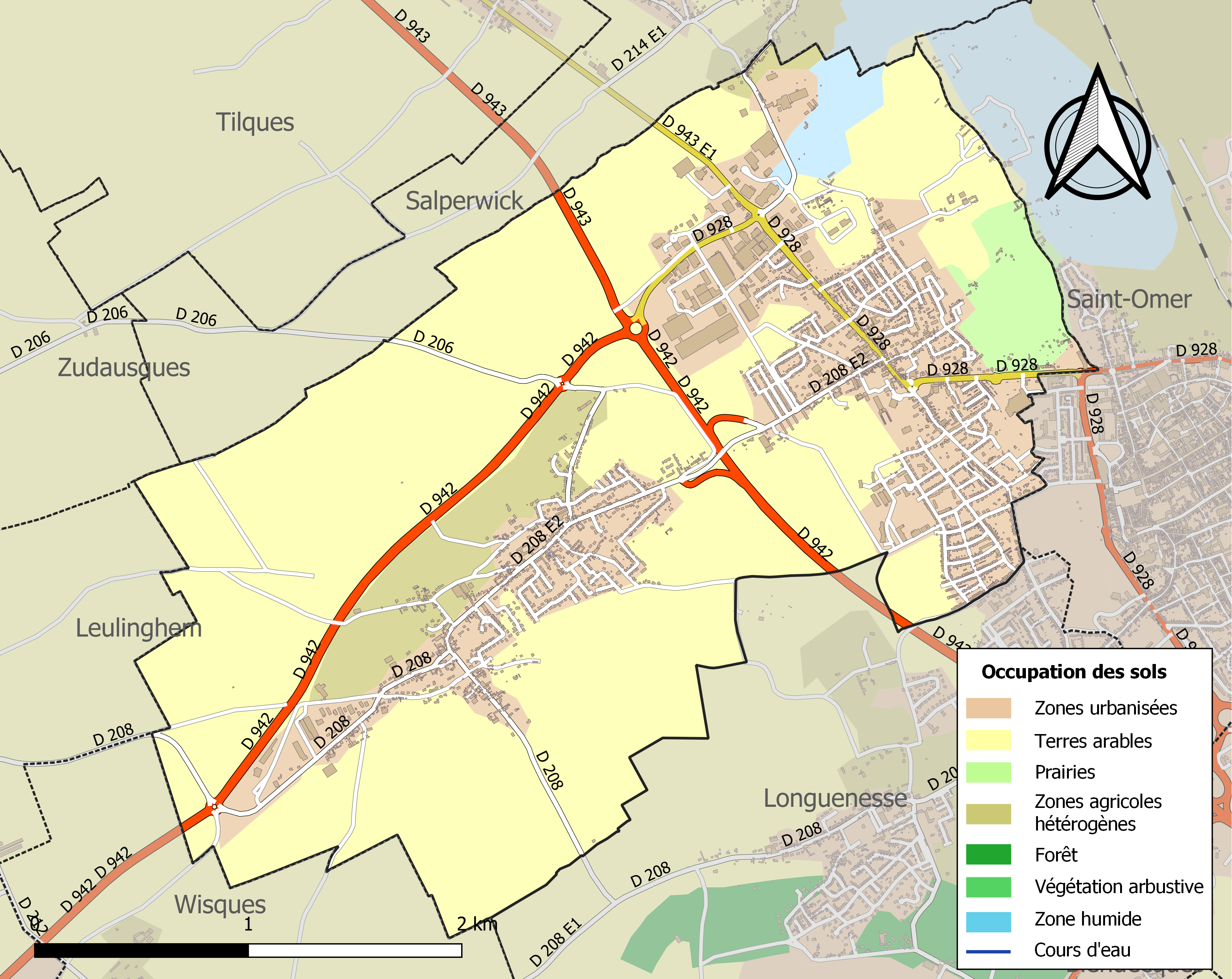
Kaart van de gemeente met belangrijkste infrastructuur, bodemgebruik en omliggende gemeenten

Saint-Martin-lez-Tatinghem grenst aan de buurgemeenten Leulinghem, Longuesse, Salperwick, Sint-Omaars, Tilques, Wisques en Zudausques.

## Galerij

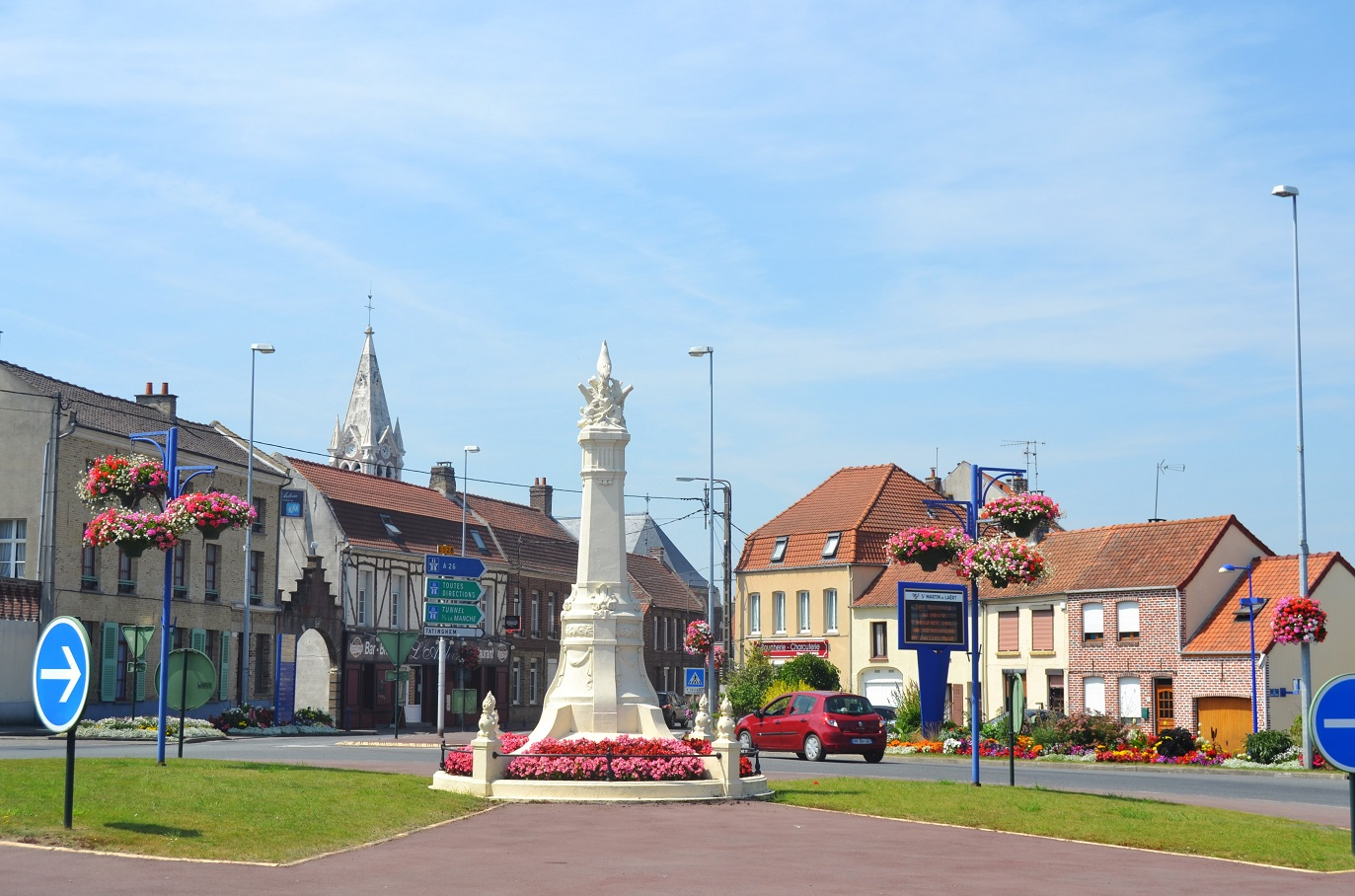
Saint-Martin-au-Laërt
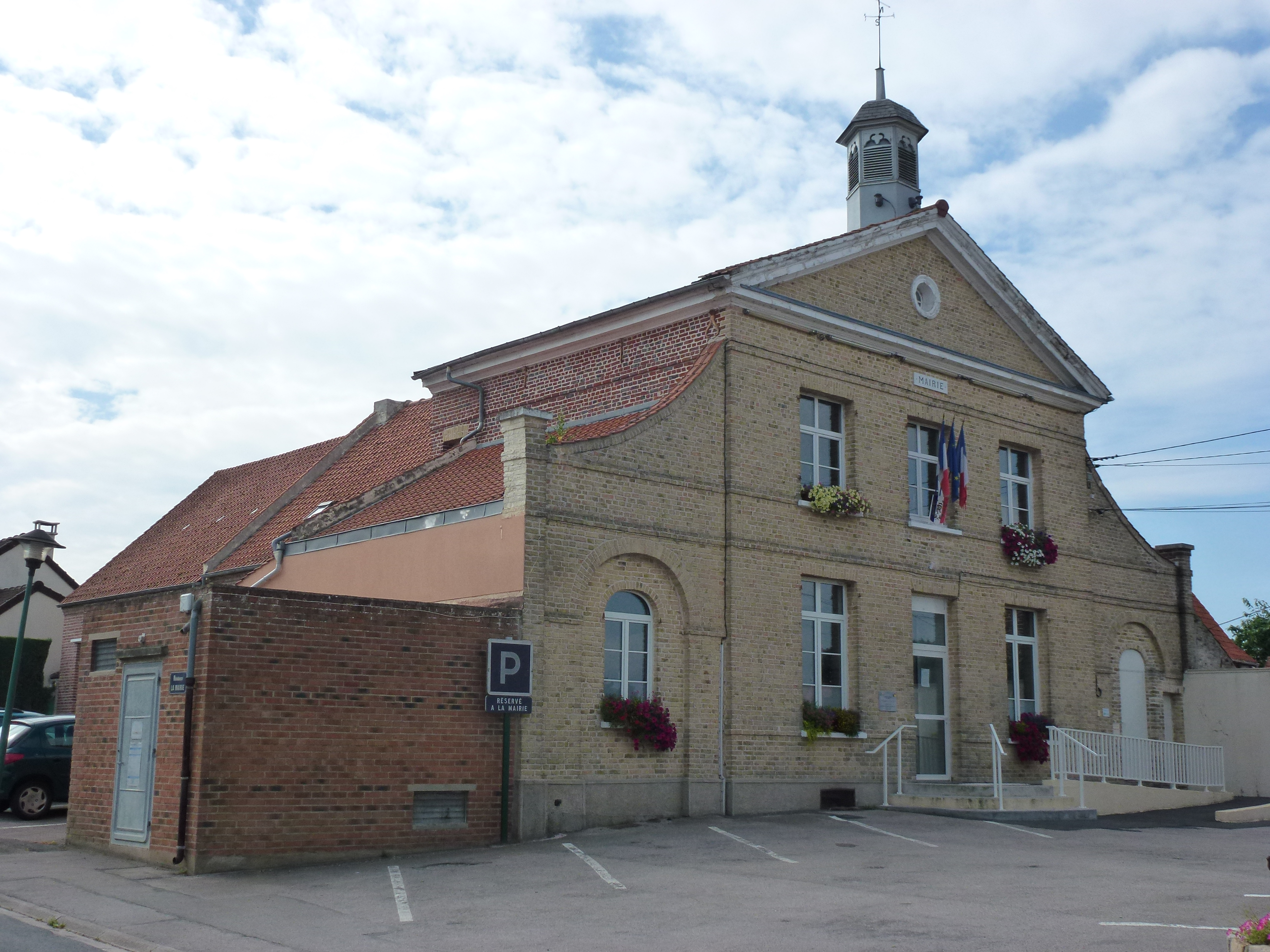
Voormalig gemeentehuis van Tatinghem